# Thecobathra acropercna
Thecobathra acropercna är en fjärilsart som beskrevs av Edward Meyrick 1922. Thecobathra acropercna ingår i släktet Thecobathra och familjen spinnmalar. Inga underarter finns listade i Catalogue of Life.